# Đồng(I) hydroxide
Đồng(I) hydroxide là base của đồng kim loại với ion hydroxide, công thức hóa học là CuOH, khối lượng mol là 80,55334 g/mol. Nó là một base yếu, ổn định khá kém. Màu CuOH tinh khiết có màu vàng hoặc vàng cam, nhưng thường có màu đỏ đậm vì các tạp chất. CuOH rất dễ bị oxy hóa ngay cả ở nhiệt độ phòng.

## Điều chế
Đồng(I) hydroxide có thể được điều chế theo phản ứng sau:
{\displaystyle {\rm {32S_{2}O_{3}^{2-}+32Cu^{2+}+16H_{2}O\xrightarrow {CH_{3}CH_{2}OH} 32CuOH\downarrow +3S_{8}+8S_{4}O_{6}^{2-}+8SO_{4}^{2-}}}}
Trong phản ứng này, etanol làm chất xúc tác. Nó cũng có thể là một dung môi cho lưu huỳnh phụ và do đó loại bỏ nó.
Một phương pháp khác là cho đồng(I) chloride tác dụng với dung dịch NaOH:
{\displaystyle {\rm {CuCl+NaOH\xrightarrow {\ } NaCl+CuOH\downarrow }}}

## Phản ứng
Tương tự như sắt(II) hydroxide, đồng(I) hydroxide có thể dễ dàng bị oxy hóa thành đồng(II) hydroxide:
{\displaystyle {\rm {4CuOH+2H_{2}O+O_{2}\xrightarrow {\ } 4Cu(OH)_{2}}}}